# ラチェット&クランク3 突撃!ガラクチック★レンジャーズ
『ラチェット&クランク3 突撃!ガラクチック★レンジャーズ』（米題：Ratchet & Clank: Up Your Arsenal）は米インソムニアックゲームズが2004年11月25日に発売したコンピュータゲームである。『ラチェット&クランク』シリーズの3作目。
本作は、ラチェット&クランク2 ガガガ!銀河のコマンドーっすの続編である。本作の続編については、ラチェット&クランク4th ギリギリ銀河のギガバトルを参照。

## 概要
ラチェット&クランクシリーズの第3作目。『2』と同じように武器のグレードアップはあるが、今作はレベル5までのアップグレードになる（一部の武器を除いて2周目はレベル8まで可能になる）。また、乗り物が一新され、舞台がズガガ銀河へと戻ったため第1作で登場したステージや武器がいくつか再登場している。さらに、レンジャー隊のミッションや空中からダイブするアクション、ストーリーの鍵を握るミニゲーム「Vコミック」なども登場する。また、チタニウムボルトを使えば、服装が買えるようになった。今作ではシリーズ初のマルチプレイが可能で、2〜4人で対戦ができるようになった。

## キャラクター
ラチェット（声：津村まこと）
二度に渡って宇宙を救ったが、生活にはあまり変化はなかったようだ。それどころか、相棒のクランクがホロビデオ番組「マル秘エージェントクランク」に主演し、銀河中の人気者になったことで多少嫉妬感を覚えている様子（自分も「クランクが所有する車の運転手」として半ばバーター的に出演しているが、ひどい演技のため途中で降板させられてしまう）。今回は銀河大統領の命によって、キャプテン・クォーク率いる「Qフォース」に参加し、ガラクチックレンジャー隊とともに隊長として敵と戦うことになる。
クランク（声：大川透）
ラチェットとは対照的に、TV出演により今や「エージェント・クランク」として銀河の大スターになった。しかしラチェットとの関係は昔のままで「親友＆相棒」。今回は「バナナ型サルコントローラー」を駆使して、潜入工作などを行う。
キャプテン・クォーク（声：乃村健次）
ラチェットとクランクが惑星フロラーナにいる怪物「サルゴン」の調査をした際、「サルゴン」の正体が記憶を失ったキャプテン・クォークだということが判明。クォークの活躍を描いたゲーム「Vコミック」を見たとたんに記憶は戻った。しかし、頭の悪さは元のままである。
リハビリ後、銀河大統領の命により「Qフォース」のキャプテンに任命されるが、無茶な計画を立案するだけで、実際の作戦行動はすべてラチェットに押し付け、自分はオヤツを食べているばかりである。
かつてネファリウスと戦うまで、惑星ケルバンに住んでいた。
ヘルガ（声：くじら）
「Qフォース」の一員。クォークとは旧知の仲。今回もハイパーショットとハッカーを持っており、ヘルガの要求をクリアしなければ手に入れることができない。第1作では「フィットネス・トレーナー」として登場しており、作中の艦内放送でもヨガトレーニングの招集をしている。
ふとっちょアル（声：高戸靖広）
「Qフォース」の一員。主にデータ解析等を担当。クォークのVコミックに興奮するなど、オタクな部分は相変わらず。
スキッド・ミックマークス（声：高木渉）
「Qフォース」の一員。主にハッキング等を担当。クォークとまではいかないものの、厄介事を避けようしたり、女に弱いという一面も。
ネファリウス（声：山野史人）
悪のロボット科学者。人類滅亡計画、全銀河ロボット化を実行しようとする。興奮すると頭がフリーズ状態になり、あるドラマのワンシーンの音声が流れ出す。もともとは生身の肉体を持っていたが、キャプテン・クォークの手により失ってしまった。その後、ローレンスの手によってロボット化として復活する。『FUTURE2』で再登場する。
ローレンス（声：福田信昭）
ネファリウスの執事。言葉の間にやたらと「あ」がつく。ネファリウスに忠実ではあるが、遠まわしに「おかしい」や「マヌケ」と愚痴るなど、内心ではネファリウスの事をバカにしているような素振りも見せる。
コートニー・ギアーズ（声：池田千草）
銀河のアイドルだが、実はネファリウスの手先。「コートニーの祈り〜Death to Squishies〜」という洗脳ソングで、全銀河ロボット化計画をサポートする。
クロンク（声：大川透）
クランクの偽者。見た目はクランクとほとんど同じだが、口癖が「〜っす」ではなく「〜でゲス」になっていることや、正体を現すときは目が緑ではなく赤になるなどの微妙な違いがある。『5』にも脇役として登場し、番外編の黒幕としても登場する。
レンジャートルーパー（声：上田陽司）
ズガガ銀河の首都惑星マルカディアを守る兵士ロボット。俗に「レンジャー隊」と呼ばれる。そしてラチェットはレンジャートルーパー達の隊長でもある。実力はあるようだが、ラチェットがいないと統率が取れなかったり、ダイブ中に被弾したりするなど、どこか頼りない。ネファリウスの事を「金魚鉢頭野郎」と罵っている。
デカケツ親父（声：宝亀克寿）
アクエイトス地下道で出会う、シリーズ恒例キャラクター。今回は「地下クリスタル」を欲しており、地下道て手に入る地下クリスタルを手に入れるとボルトと交換してくれる。

## ストーリー
ガガガ銀河での冒険から1年が経った。ラチェットは何もせずのんびりと生活している一方、クランクは俳優という新しい道を見出し、TVドラマに出演する毎日を送っていた。そんな中、ラチェットは懐かしの故郷である惑星ベルディンが、伝説のロボ科学犯罪者Dr.ネファリウス率いる、ティラノイドと呼ばれるエイリアン種族の襲撃を受けているという知らせを聞く。大急ぎで帰ると、なぜか「ガラクチックレンジャー」の隊長に任命されてしまったラチェットは、そのままの流れで迎撃作戦を指揮し、非常に高度な兵器と装備を持つティラノイドたちを撤退させることに成功する。
勝利後の報告会で、銀河大統領はDr.ネファリウスの侵略行為を止めるために、Dr.ネファリウスをかつて打ち破ったことのある唯一の人物――サルゴンを探してほしいとラチェットたちに依頼する。他にネファリウスについての情報はほとんど存在しないため、ラチェットたちは、サルゴンが住んでいると言われる惑星フロラーナへと向かう。
ラチェットは惑星フロラーナにて、サルゴンが実は原住民の部族と共に野生的な生活を送っているクォークであることを知り、クォークを捕獲したうえで、彼をフェニックス号へと連れて行く。そこで彼らは、ガラクチックレンジャーの女性司令官サーシャと出会う。
クォークは、自分の過去の冒険を描いた「歴史実録インタラクティヴコミック（Vコミック）」第1巻の映像を見ることで次第に正気を取り戻す。その後、彼は自らを隊長とする精鋭部隊「ゲバゲバ戦隊Qフォース」を結成。これは彼のみに忠誠を誓う特別チームで、ラチェット、クランク、そしてプロホバーボーダーのスキッド・ミックマークスなどをメンバーに迎え入れる。彼らはネファリウスの拠点である惑星アクエイトスへの潜入をクォークに命じられる。
クランクがネファリウスのデータベースをハッキングしたことで、暗号化された「スターマップ」を入手する。ティラノイドはネファリウスに雇われた種族であり、銀河征服計画のための主要戦力として動員されている。そこで、ラチェットは惑星ティラノーシスに居るティラノイドの女王を討ち取るが、その後、ネファリウスから届いた挑発的な通信がフェニックス号に送られてくる。チームの技術担当であるアルがこの通信の発信元を突き止めた結果、それが惑星ダックスにある兵器工場だと判明する。
惑星ダックスに赴いたラチェットとクランクは、ネファリウスが「バイオブリタレーター」という兵器を開発していることを知るものの、昨日「オバーニ・ムーン」へ出発したということ以外、詳しい情報は得られない。ラチェットたちは惑星ダックスで、さらに、ポップスターのコートニー・ギアーズによるミュージックビデオを発見する。その映像では、コートニーがロボットたちに対し、有機生命体を抹消するよう歌いかけており、ネファリウスの思想を広めるプロパガンダとして利用されているようである。そこで、ラチェットとクランクは、全滅バトルショーで優勝して、コートニーに直接ネファリウスのことを問いただしてみることにした。
賞品のプレゼンターとして登場したコートニーは、自分をホロフィルムに出演させるようクランクに要求する。その代わりとして、ネファリウスについて知っている情報を自分たちに提供してほしいとクランクが要求したところ、コートニーがそれを承諾したため、コートニーの要求通りラチェットとクランクは、惑星ホロウッドのスタジオにて撮影することになった。
しかしラチェットはあまりの演技の下手さに現場から追い出されてしまう。撮影が終了するまでトレーラーで待機していたのだが、撮影終了予定時刻を過ぎてもクランクは帰ってこない。
実は、その頃スタジオでは、クランクにネファリウスについて話すよう要求されたコートニーが突然クランクの意識を奪い、Dr.ネファリウスにクランクを引き渡してしまっていた。ネファリウスは「マル秘エージェントクランク」としてロボット社会で人気を博しているクランクを、自身の有機生命体根絶計画の顔役にしようとする。しかしクランクはこれを断固として拒否する。そこでネファリウスは、クランクの邪悪な複製「クロンク」を造り出し、クランクと入れ替えることに決める。
待ちくたびれたラチェットは、トレーラーから離れ、行方不明のクランクを探し始める。その後、ラチェットはクロンクに遭遇するのだが、「ようやくクランクに合流できた」と思い込んでいるラチェットはそれがニセモノである事実に気づかぬまま、それと行動を共にすることに決める。
ラチェットとクロンクが惑星ホロウッドから出発しようとした時、オバーニ・ムーンで「最後の月」の原子分解フィールドを解除する作業を行っていたスキッドから通信が届く。ところが、スキッドは通信の途中で、ネファリウスの手先に捕らえられてしまう。実は、スキッドが作業を行っていた「最後の月」は、バイオブリタレーターの研究施設兼コートニーのサウンドスタジオだったのである。
ラチェットたちが急いで「最後の月」へと向かうと、コートニーがスキッドを拉致し、ロボットに改造してしまったことを知る。ラチェットはコートニーを打ち破ってスキッドを救出する。
同じ頃、サーシャはネファリウスのスタークルーザー「リバイアサン」がゼルドリン空港に停泊しているとの情報を掴み、ラチェットとクォークに突入作戦を命じる。しかし、これはネファリウスによる罠であり、彼は艦の自爆装置を作動させて脱出。クォークは「大切なコト思い出したんだ！残しちゃおけない！」と言って船内に残り、そのまま爆発に巻き込まれて消息を絶つ。
フェニックス号ではクォークの追悼式が行われる。その後、ラチェットは「Vコミック第4巻」の映像を見て、ネファリウスは、かつてクォークに侵攻を止められた惑星ケルバンを再び攻めるのではないかと推理する。実際に惑星ケルバンに行ってみると、そこでは既に大規模なティラノイド侵攻が行われており、戦闘のさなか、ネファリウスはついに完成したバイオブリタレーターを使用して、市民とティラノイド兵たちを次々とロボットに変えていってしまった。
その後、ネファリウスはクロンクにラチェットの抹殺を命じるが、ラチェットはこれを打ち倒す。本物のクランクと再会を果たしたラチェットは、再びタッグを組み、ネファリウスを止めることを誓う。
ラチェットたちはスタークルーザー「リバイアサン」の墜落現場を調査し、脱出ポッドの残骸を発見する。脱出ポッドの緊急通信機の記録を見たラチェットたちは、なんとクォークが実は死を偽装していたことを知る。同時に、脱出ポッドに放置されていたデータディスクも入手し、アルに解読を依頼するためにフェニックス号に戻ることにした。
フェニックス号でアルに会うと、アルは、どこかで自分が発見したという「Vコミック第5巻」をラチェットに渡す。ラチェットがVコミックの映像を調べてみたところ、クォークの潜伏先の場所がサラン惑星帯にあることが判明したため、ラチェットたちはクォークのアジトへと向かった。しかし、潜伏先にてクォークと再会するも、彼は再び戦う勇気を持てず戦線復帰を拒否。ラチェットとクランクは彼を見限り、その場を後にする。
その後、フェニックスがネファリウスの手先によって襲撃を受けるが、ふたりはこれを退け、無事に避難していたアルたちと合流する。そこでラチェットは、データディスク解読の結果、ネファリウスの恐ろしい計画が明らかとなったことを知らされる。なんとバイオブリタレーターを使って、惑星を次から次へとロボット化させようとしているというのである。しかも、次のターゲットはラチェットのふるさと「惑星ベルディン」。何としてでも阻止するため、ラチェットはバイオブリタレーターが補給中である惑星コーロスに急行し、近くのイオンキャノンを使ってバイオブリタレーターを破壊した。
続いて、バイオブリタレーター2号機が惑星マイロンのネファリウス本拠地で起動寸前であるという情報をサーシャが掴む。ふたりは現地に突入し、ネファリウスを撃破するが、彼はバイオブリタレーターを巨大ロボット形態に変形させ、最後の抵抗を試みる。
しかし、そこへクォークが現れ、自ら囮となってネファリウスの注意を引きつける。その隙を突き、ラチェットとクランクはついにバイオブリタレーターを破壊する。
ネファリウスと執事ローレンスはテレポーターを使って逃げ出すが、転送先の設定をしていなかったため、ふたりは遠く離れた小惑星上に取り残されてしまう。
こうしてネファリウスの脅威は去り、Qフォースとその仲間たちは、クランク主演の『マル秘エージェントクランク』最新作の特別上映会を楽しみながら、しばしの安息を迎える。

## 開発
『ラチェット＆クランク3』（英題：Up Your Arsenal）は、開発当時、インソムニアック・ゲームズが最も注力していたプロジェクトだった。約115名の開発チームは、従来のシリーズ作品とは大きく異なる、新たな『ラチェット＆クランク』を目指して制作に取り組み、結果的に「実質的に2本分のゲーム」と言えるほどのボリュームと内容を備えた作品に仕上げようとしていた。
インソムニアックは、開発における重要な工程の一つとして徹底したテストプレイを重視していた。ソニーと緊密に連携しながら、シリーズファンからの意見に耳を傾け、それを反映することで、ゲームの完成度を高めていった。開発チームは、本作にプラットフォーム、アクション、横スクロールといった複数のゲームジャンルの要素を盛り込むことで、幅広いプレイヤー層に訴求できる作品に仕上がったと感じていた。
同時期には、インソムニアックと関係の深いナスティ・ドッグも『ジャック×ダクスター』シリーズの最新作『ジャック3』を開発していた。両シリーズはジャンル的に似通っており、発売時期も重なる傾向があり、さらにそれぞれのゲーム内には互いの作品へのオマージュや言及も見られる。
インソムニアックの広報担当ライアン・シュナイダーは、両社の関係について次のように語っている。「私がよく使う例えとしては、インソムニアックでは他のスタジオやゲームと比べるのではなく、タイガー・ウッズ、マイケル・ジョーダン、コービー・ブライアントのように、それぞれの分野でベストを尽くし、その競技自体のレベルを高めようとする姿勢で取り組んでいます。」

## 評価
発売前、IGNはすでに2つの開発途中バージョンをプレイしており、本作『ラチェット＆クランク3 突撃！ガラクチック★レンジャーズ（Up Your Arsenal）』の完成版に非常に期待していた。特にマルチプレイヤー要素に注目し、もともとプラットフォームゲームだった作品を見事にマルチプレイヤー対応に進化させた開発陣を高く評価している。
本作は2004年のE3ゲームフェスティバルに出展され、プレイアブルデモが公開された。マルチプレイヤーの「シージモード」とシングルプレイヤーデモのみの公開だったが、それだけで1UP.comの「E3ベストアクションゲーム賞」を獲得した。
『ラチェット＆クランク3 突撃！ガラクチック★レンジャーズ』は批評家から非常に高い評価を受けた。GameSpyは満点の5点をつけ、IGNも「即買い必須」と称賛。豊富な武器の種類、高品質なグラフィック、洗練されたサウンドがその理由だ。ただしIGNは、前作『ラチェット&クランク2 ガガガ!銀河のコマンドーっす』よりもやや難易度が低いと感じていた。一方でGameSpotはゲームプレイが前作とあまり変わらないと指摘したが、どちらも軽微な指摘であり、総合評価にはほとんど影響しなかった。
ゲーム誌『GamesTM』や『Official U.S. PlayStation Magazine』は、本作に散りばめられた独特のユーモアが作品の個性を際立たせていると評価。テレビ番組『X-Play』は「優れたゲームプレイの調整や新しいアクティビティの導入により、シリーズ中で最も完成度が高く、今年のベストゲームの一つだ」と評し、満点の5つ星を付けた。
Metacriticによるレビュー集計では、12人のレビュアーが最高評価をつけている。2006年には雑誌『Edge』が「Time Extend」という特集で本作を取り上げ、特に豊富で多様な武器の数に注目した。
『ラチェット＆クランク3 突撃！ガラクチック★レンジャーズ』はGameSpotの2004年「ベストプラットフォーマー賞」を受賞。また、第8回インタラクティブ・アチーブメント・アワードでは、「コンソールゲーム・オブ・ザ・イヤー」、「コンソール・プラットフォームアクション／アドベンチャーゲーム・オブ・ザ・イヤー」、「アニメーション」、「サウンドデザイン」、「ビジュアルエンジニアリング」の各部門にノミネートされた。
2005年8月には「Greatest Hits（グレイテスト・ヒッツ）」ラインナップに加えられ、アメリカ国内だけで115万本以上を売り上げた。2007年6月30日時点での全世界累計販売本数は320万本を超えている。IGNの「歴代PS2ゲームベスト25」では18位にランクインしている。

## ステージ
今作はズガガ銀河が舞台となっているため、以前に登場したステージがいくつか登場している。また「〜惑星」という表示がなくなっている。また、今作ではフェニックス号を拠点とし、行き来しながら進んでいくというスタイルになっている。
惑星ベルディン カイゼル高原
ラチェットの故郷でもある辺境惑星。なお、この惑星はクリアすると再び来ることがない。
惑星フロラーナ ナブラの森
植物が覆い茂り、謎の部族が住んでいる惑星。キャンプ地としても使用されている。
宇宙空間 フェニックス号
ガラクチック艦隊の最高峰、最新テクノロジーが満載の超巨大戦艦。ここにはガラメカ出張所（買う前にVRシミュレーションで試すことができる）、VRシミュレーションルーム、アーマーショップ、家庭用最新ゲームVG9000（Vコミックができる）、スターファイターチューン工房（カラーリングやオプションパーツの変更）、インソムニアックミュージアムの入り口などがある。
惑星マルカディア キャピタルシティ
ズガガ銀河の首都があり、大統領の屋敷とレンジャー隊の本部がある惑星。ここで初めてレンジャー隊のミッションに挑戦する。
ステーションQ9 全滅バトルショー
バトルアリーナやコースチャレンジなどが行われる全滅バトルショーがあるステーション。約30ものチャレンジがあり、今作ではコースチャレンジが追加された。
惑星アクエイトス 深海アジト
ネファリウスの基地がある海洋惑星。「秘密ショップX」ではここでしか購入できないガラメカを購入できる（第2作で購入していれば、セーブデータを読み込むことで無料で手に入る）。また、ステージ中盤では、クランク・ラチェット別々で行動する場面がある。また、ここでは地下クリスタルが採れ、でかケツ親父に渡すとボルトと交換してくれる。
惑星ティラノーシス コルゴン基地
ティラノイド達の本拠地であり故郷でもある惑星。ステージ最深部では10の目を持つティラノイドマザーとのボス戦がある。ここでもレンジャー隊のミッションがあり、バギーとホバーシップが登場する。
惑星ダックス リサーチ施設
銀河を震撼させた兵器の数々が生まれたネファリウスの研究所がある惑星。メインビル内でのアナウンスによると、ネファリウスの意向で従業員の休日が全て無期限に停止されてしまった。
ザイガン太陽系 オバーニムーン・オバーニムーンベータ
たくさんの小惑星やアステロイドがある小規模な太陽系。リフレクターで進む月と戦って進む月の2つがある。
惑星ホロウッド スタジオ42・スタジオ43
映画産業が盛んな惑星（名前の由来はハリウッド）。このステージではクランクパートから始まり、ジャイアントクランクでのボス戦、ラチェットパートと構成されており、ラチェットパートまで1度クリアしないと他の星に行けない上、ブースターを使う事が出来ない。
惑星リルガール ブラックウォーター
第1作にも出てきたホバーボード大会が行われる海洋惑星。今作のではホバーボードレースは無く、レンジャー隊のミッションのみとなっている。『1』では惑星名が「キャナル」だったが、変更された（海外版では『1』からリルガールだった）。
ザイガン太陽系 オバーニドラコ
ザイガン太陽系の最後の月。
ジョラール星雲 ゼルドリン空港
惑星ゼルドリンの星雲にある宇宙空港。惑星フロラーナ行きの便が流星群の所為で遅れていることが、空港内アナウンスで明らかになっている。
惑星ケルバン メトロポリス
第1作にも出てきたビルがたくさん建っている都会惑星。このステージの途中では、ティラノイド達がバイオブリタレーターによってロボット化されてしまい、以後登場するティラノイド（前に登場したティラノイドも含む）もロボット状態となる。体の色以外は従来と同じ。『1』では「テクノポリス」だったが、本作ではメトロポリスに変更された（リルガール同様、海外版では『1』からこの名前だった）。
惑星ゼルドリン 墜落現場
ネファリウスの自爆したスタークルーザーが墜落した惑星。
惑星アリディア アウトエリアX12
第1作にも出てきた沼地や資源がたくさんある開拓惑星。このステージもレンジャー隊のミッションだけのステージとなっている。
サラン惑星帯 クォークアジトQQQ
クォークの秘密基地がある惑星。
惑星コーロス ネファリウスBFG
ネファリウスの基地があり、補給中のバイオブリタレーターがある惑星。
惑星マイロン 指令センター
ネファリウスの本拠地があり、もう1つのバイオブリタレーターある惑星。今作のラストステージ。
インソムニアックミュージアム

## ガラメカ（武器）
ショックブラスター

- ショックキャノン

ナイトロボーン

- ナイトロンガバー

N60ストーム

- N90ハリケーン

プラズマロープ

- カンタムロープ

ガスプッシャー

- ガスボーン

サックキャノン

- ボルテックスキャノン

ヒドラスピッター

- メデューサー

アクマングラブ

- マオーングラブ

スナイパーライフル

- スプリッターライフル

ランペイジャー

- バーサーカー

ホロングラブ

- ホロダイングラブ

ディスクブレーダー

- マルチディスクガン

ブラックホーラー

- ブラックスラッシャー

メルモクワッガー

- クワッガープリツァー

ナンバー9

- ナンバー9サウザンド

ホーダイングラブ

- マホーダイングラブ

マグマイザー

- リキッドフリーザー

バウンダー

- ヘビーバウンダー

プラズマコイル

- プラズマストーム

シールドチャージャー

- テスラバリヤー